# نرجسية صحية

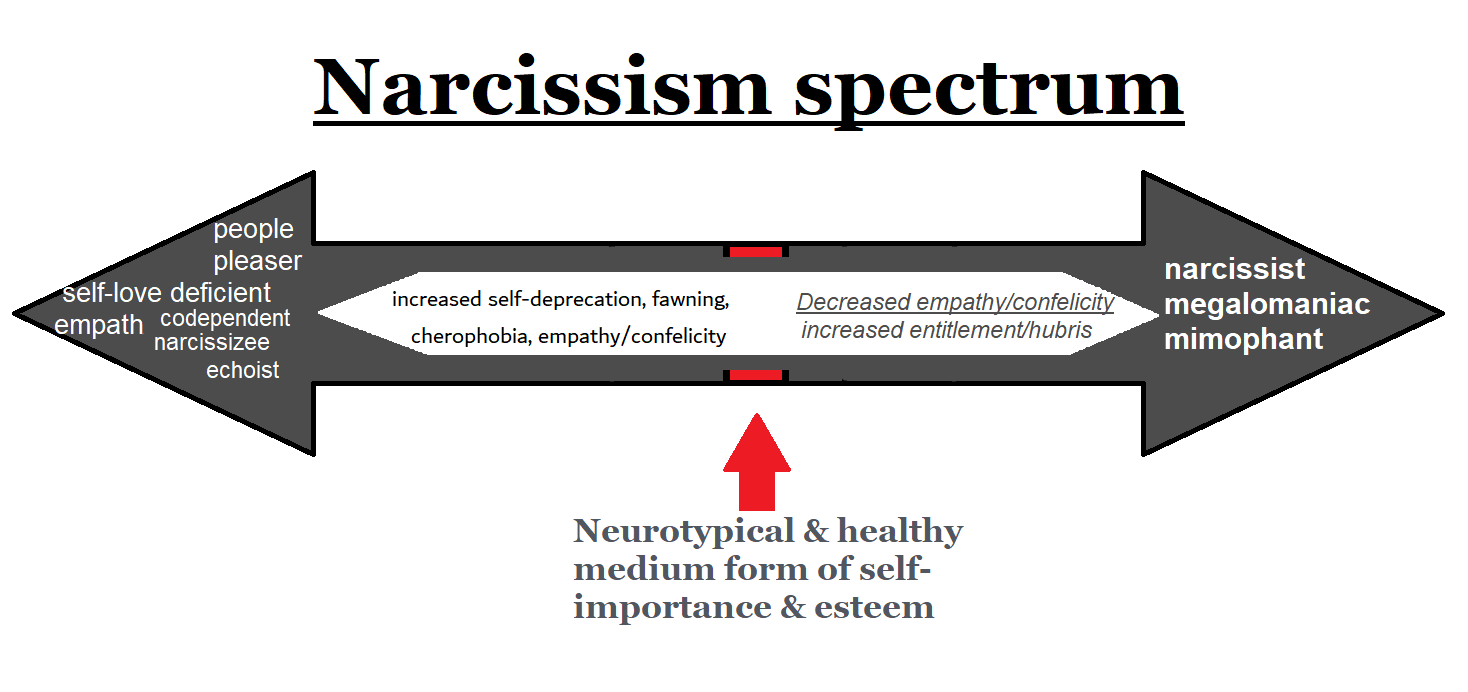
خريطة طيف النرجسية

النرجسية الصحية (بالإنجليزية: Healthy narcissism)‏ وهي تُمثل حالة من واقعية تقدير الذات دون انقطاع عن الحياة العاطفية المشتركة، كما هو الحال في النرجسية غير الصحية. صاغ بول فيدرن مفهوم النرجسية الصحية لأول مرة واكتسب المصطلح شهرة في السبعينيات من خلال بحث هاينز كوهوت وأوتو فريدمان كيرنبيرغ. تطور مفهوم النرجسية الصحية ببطء من التحليل النفسي التقليدي، وأصبح مصطلحا مشهورا في أواخر القرن العشرين.